# Secretaire de négocians
Secretaire de négocians è un trattato di assicurazioni.
L'opera è di un autore anonimo, insegnante di francese a Torino, che pubblicò la traduzione a fronte in lingua italiana. L'ultimo formulario di questo saggio per i commercianti è datato 1755, che può essere considerato come l'anno in cui l'opera è andata in stampa come prima edizione.